# Ank Bijleveld
Anna Theodora Bernardina Bijleveld-Schouten, detta Ank (IJsselmuiden, 17 marzo 1962), è una politica olandese, membro di Appello democratico cristiano e sindaco di Almere dal 10 gennaio 2022. In precedenza è stata Ministro della difesa nel terzo governo Rutte dal 26 ottobre 2017 al 17 settembre 2021.